# Lester Toledo
Lester Javier Toledo Soto (Maracaibo, 15 de enero de 1983) es un abogado, consultor político y activista venezolano. Especialista en el área de organización territorial y control electoral, ha encabezado proyectos en estos temas en América Latina, España y los Estados Unidos. Es miembro y profesor de la Asociación Latinoamericana de Consultores Políticos; la International Association of Political Consultants y el MPR Group. En el año 2009 fue uno de los fundadores, junto a Leopoldo López, del partido político Voluntad Popular. 
Entre 2012 y 2017 ejerció como diputado del Consejo Legislativo del estado Zulia. En diversas oportunidades Toledo ha denunciado agresiones y persecución política por parte de Nicolás Maduro y su entorno. En 2020 fue galardonado con el premio Gerente de Campaña del Año de los Napolitan Victory Awards.

## Biografía

### Inicios en la política
Estudió en la Universidad del Zulia (LUZ), en la cual fue asambleísta en la Facultad de Ciencias Jurídicas y Políticas (2002-2004); Secretario General del Centro de Estudiantes de Derecho (2004-2006); presidente del Centro de Estudiantes de Derecho (2006-2007) y presidente de la Federación de Estudiantes de Derecho de Venezuela (2017).
A principios de 2006 impulsó el programa Propuesta Jurídica. En agosto de ese mismo año, formó parte del proyecto Voto Joven, dedicado a promover el ejercicio del voto y la participación masiva de los jóvenes en los distintos procesos electores.
En el año 2007, recibió el reconocimiento de Mejor Delegado en el LUZ- LAMUN 2007 y Mención Honorífica por su participación en dicho evento, celebrado en la ciudad de Puebla, México.
El mismo año, luego de que el presidente Hugo Chávez decidió retirar la concesión al canal de televisión Radio Caracas Televisión, surge el denominado Movimiento Estudiantil Venezolano, en el que se destacó como uno de sus dirigentes, junto a Yon Goicoechea, Daniel Ceballos, Freddy Guevara, David Smolansky, Stalin González, Manuela Bolívar, entre otros. El impulso representado por estos jóvenes ayudó a frenar la reforma constitucional pretendida por Chávez en las elecciones del 2 de diciembre de 2007.
En marzo del 2008 fue invitado como representante por Venezuela al diplomado de Líderes Democráticos de América Latina, celebrado en seis ciudades de los Estados Unidos. Asimismo, participó como vocero en la XXXVIII Asamblea General denominada Juventud y Valores Democráticos de la Organización de Estados Americanos (OEA) celebrada en Medellín, Colombia.
Ha sido orador de orden en el Foro de las Américas en Panamá y en la II Cumbre de la FIA en Guayaquil, Ecuador, así como también en la instalación del World Movement for Democracy en Estambul, Turquía.
En el año 2009 fundó Generación Libre, movimiento conformado por los jóvenes políticos en la lucha por la democracia y los derechos humanos en Venezuela.
En 2009, junto al dirigente Leopoldo López, emprendió una gira nacional, de la cual nació Voluntad Popular. 
En 2011, Toledo se postuló como candidato al equipo nacional de activistas del partido, convirtiéndose en una de sus autoridades principales. En la actualidad, continúa siendo miembro de la Dirección Nacional.

### Dirigente regional
Fue candidato de la Unidad Democrática en las elecciones regionales de 2012, siendo electo diputado del Consejo Legislativo del Estado Zulia (CLEZ). Como parte de su gestión, presentó propuestas en temas de ambiente, salud, educación y seguridad, así como una fuerte oposición a la gestión del entonces gobernador Francisco Arias Cárdenas.
Durante la candidatura presidencial de Henrique Capriles Radonski fue designado jefe de campaña del Comando Simón Bolívar en el Zulia.

## Activismo y denuncias de persecución política

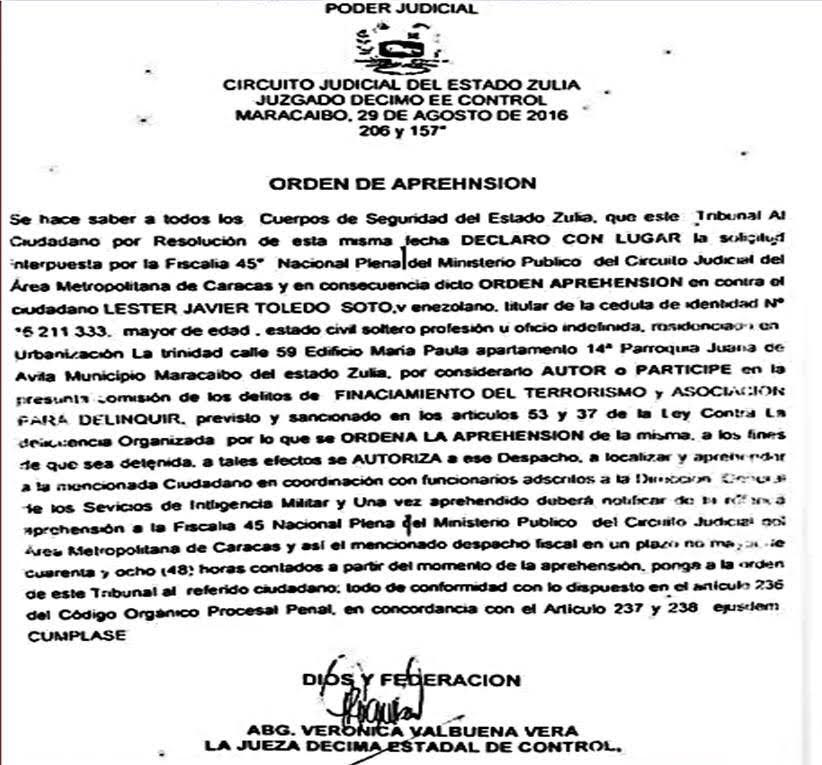
Orden de aprehensión contra Lester Toledo, fechada en Maracaibo el 29 de agosto de 2016.

En febrero de 2014 comenzaron en Venezuela una serie de protestas en contra de Nicolás Maduro lideradas por Leopoldo López bajo el nombre de La Salida. Esto trajo como consecuencia la detención de López, del alcalde de la ciudad de San Cristóbal, Daniel Ceballos, así como de estudiantes y activistas. Toledo se encargó de organizar las protestas en el Zulia y se desempeñó como abogado defensor de Ceballos y como parte del equipo de defensa de López. 
A partir de ese año comenzó a denunciar una serie de ataques por parte de representantes del oficialismo venezolano. Desde arremetidas verbales, votos de censura en el Consejo Legislativo del Estado Zulia, y el saqueo de su oficina parlamentaria en tres oportunidades.
En 2016 Toledo inició una investigación sobre casos de corrupción y malversación de fondos en la gestión del gobernador Francisco Arias Cárdenas. Solicitó a la comisión de contraloría de la Asamblea Nacional la interpelación de Arias Cárdenas  y de Diosdado Cabello, la cual fue aprobada.
Gustavo González López, en ese entonces ministro de interior, publicó en cadena nacional un video en el que se incriminaba a Toledo en casos de terrorismo. Ante esto se vio forzado a abandonar temporalmente el país.
Toledo presentó ante la Corte Interamericana de Derechos Humanos su caso por persecución, otorgándole el organismo medidas cautelares para él, su esposa y su hija.
El 16 de junio regresó al país, presentándose en una asamblea de ciudadanos. El 28 de agosto fue allanada su vivienda  por cinco funcionarios del SEBIN. Toledo denunció la falta de una orden judicial, así como el trato violento contra su familia.
El 31 de agosto de 2016 el ministro de interior, Néstor Reverol declaró que se le dictó una orden de aprehensión a Toledo por los delitos de financiamiento al terrorismo y asociación para delinquir.
Tras 85 días de clandestinidad, apareció públicamente el 21 de noviembre de 2016 en la sede de la OEA desde donde denunció la persecución en su contra y la ruptura del hilo constitucional en Venezuela.
Lester Toledo ha recibido la solidaridad de distintas figuras y organizaciones como Robert F. Kennedy Human Rights, la Comisión Interamericana de Derechos Humanos, la OEA, Freedom House, la Mesa de la Unidad Democrática, el monseñor Roberto Lückert León, Felipe González, Henry Ramos Allup, Lilian Tintori, entre otros.
Igualmente Toledo ha expuesto la situación de Venezuela en los congresos de Colombia, Estados Unidos, México, Italia y España, la sede de las Organización de las Naciones Unidas en Ginebra, el Parlamento Europeo en Bruselas y asociaciones de derechos humanos.
Desde su salida de Venezuela, se ha dedicado a la consultoría política internacional. En el año 2018 asumió la jefatura de la Oficina de Organización de la campaña «Hagamos Historia» del entonces candidato presidencial de El Salvador, Nayib Bukele, quien ganó en la primera vuelta con el 53.10 % de los votos.
En 2019 fue coordinador de la coalición de Ayuda y Libertad Venezuela, participando en la organización del concierto Venezuela Aid Live, el cual tuvo lugar en Cúcuta, en la frontera colombo-venezolana, como iniciativa benéfica del empresario británico Richard Branson.

## Vida personal
Luego de seis años de noviazgo con la abogada Yenny Chacín, contraen matrimonio el 15 de marzo de 2008 en la iglesia católica de San Ramón Nonato de Maracaibo. Juntos tienen dos hijas. 
En el 2016 creó la fundación El Mejor Zulia, la cual tiene como objetivo atender a sectores vulnerables del estado.